# جلال‌آباد (نجف‌آباد، سیرجان)
جلال‌آباد یک روستا در ایران است که در دهستان نجف‌آباد بخش مرکزی شهرستان سیرجان واقع شده‌است.